# Семенихин, Сергей Владимирович
Сергей Владимирович Семенихин (14 декабря 1944, Москва, СССР — 12 сентября 2019, там же, Россия) — советский и российский учёный-программист, доктор технических наук, профессор. Занимал пост заместителя генерального директора АО «МЦСТ» и стал известен как разработчик операционных систем для Вооружённых сил России.

## Биография
Сергей Владимирович Семенихин родился 14 декабря 1944 года. Отец — Владимир Семенихин, академик Академии наук СССР, доктор технических наук, профессор, конструктор автоматизированных систем управления, Герой Социалистического Труда, лауреат Ленинской и двух Государственных премий СССР.
В 1968 году окончил Московский энергетический институт и поступил по направлению на работу в Институт точной механики и вычислительной техники. Пройдя путь от конструктора до начальника отделения программных средств, внёс значительный вклад в области разработки операционных систем и самой архитектуры суперЭВМ серии «Эльбрус» — «Эльбрус-1», «Эльбрус-2», «Эльбрус-3» — основе сначала советской, а затем и российской, вычислительной техники в научной, оборонной, космической и многих других отраслях.
В 1992 году стал одним из учредителей АО «МЦСТ» на базе отделений ИТМиВТ, где принял активное участие в разработке операционных систем реального времени для архитектуры «SPARC». В 2004—2007 годах работал в московском отделении «Intel», будучи одним из ведущих руководителей проектов в области разработки операционных систем для новых архитектур. В 2007 год перешёл на работу в АО «МЦСТ» и ПАО «ИНЭУМ им. С. А. Брука», где возглавил научные направления по разработке операционных систем для архитектур «Эльбрус», «SPARC» и «x86».
Владел многими российскими и зарубежными патентами, обладал степенью доктора технических наук и званием профессора, по отзывам коллег имел признанный авторитет в научной среде на мировом уровне. Результатом более чем 40-летней научной работы Семенихина стало то, что все компьютеры на командных пунктах и в системах вооружения Вооружённых сил России работают на основе операционных систем, созданных им со своим коллективом. До последних дней занимал должности заместителя генерального директора по научному направлению МЦСТ и начальника отделения ИНЭУМ.
Сергей Владимирович Семенихин скончался 12 сентября 2019 года в возрасте 74 лет после продолжительной болезни. Свои соболезнования выразил заместитель председателя правительства Российской Федерации Юрий Борисов, коллективы МЦСТ и ИНЭУМ. Информация о дате и месте прощания не разглашена.

## Награды
СССР
- Орден Трудового Красного Знамени[11][4].
- Ленинская премия[11][4].

Россия
- Заслуженный деятель науки Российской Федерации (19 декабря 2002) — «за большой вклад в разработку и создание вычислительного комплекса и многолетний добросовестный труд»[12].

## Личная жизнь
По отзывам коллег, был прекрасным семьянином и товарищем, готовым прийти на помощь, любил активный отдых, спорт, туризм.